# Eriocaulon zollingerianum
Eriocaulon zollingerianum är en gräsväxtart som beskrevs av Friedrich August Körnicke. Eriocaulon zollingerianum ingår i släktet Eriocaulon och familjen Eriocaulaceae. Inga underarter finns listade i Catalogue of Life.